# بوتیونین سولفوکسیمین
بوتیونین سولفوکسیمین (به انگلیسی: Buthionine sulfoximine) با فرمول شیمیایی C8H18N2O3S یک ترکیب شیمیایی با شناسه پاب‌کم 6393 است. که جرم مولی آن ۲۲۲٫۳۰۵ گرم بر مول می‌باشد. 